# Muricea galapagensis
Muricea galapagensis is een zachte koraalsoort uit de familie Plexauridae. De koraalsoort komt uit het geslacht Muricea. De wetenschappelijke naam van de soort werd in 1941 gepubliceerd door Elisabeth Deichmann.